# 大阪市立塩草立葉小学校
大阪市立塩草立葉小学校（おおさかしりつ しおくさ たてば しょうがっこう）は、大阪府大阪市浪速区にある公立小学校。

## 沿革
地域の児童数の増加により、1907年に大阪市難波第五尋常小学校として、従来の大阪市難波第一尋常小学校（のちの大阪市立難波小学校。1985年大阪市立難波元町小学校へ統合）より分離する形で創立した。
難波地域（旧西成郡難波村）の小学校では1921年、従来の「難波＋創立順の番号」での校名を、「難波＋学校所在地の地名」へと一斉に変更する措置がとられた。これに伴い、大阪市難波塩草尋常小学校へと改称している。
国民学校令の実施により、1941年に国民学校へと改編された。難波地域ではその際に、学校名の難波の冠称を廃止する措置も同時にとったため、大阪市塩草国民学校と称している。
1945年に大阪大空襲で被災して校舎を焼失し、また校区の被害も甚大だったため、1946年には元町国民学校（1947年大阪市立元町小学校。現在の大阪市立難波元町小学校）に統合されて休校となった。
その後戦災からの地域の復興により、1952年に元の場所に元町小学校の分校として復興し、1954年には大阪市立塩草小学校が再開校した。
児童数の減少にともない2014年4月1日、大阪市立立葉小学校を統合し、大阪市立塩草立葉小学校と改名した。

### 年表
- 1907年 - 大阪市難波第五尋常小学校として創立。
- 1921年 - 大阪市難波塩草尋常小学校と改称。
- 1941年 - 国民学校令により、大阪市塩草国民学校と改称。
- 1944年 - 滋賀県野洲郡へ集団疎開。
- 1945年3月13日 - 大阪大空襲で校舎全焼。
- 1946年4月1日 - 校舎焼失と校区の被災により、休校して大阪市立元町国民学校へ統合。
- 1952年 - 戦災からの復興による児童数増加により、大阪市立元町小学校塩草分校として再開校。
- 1954年 - 独立校となり、大阪市立塩草小学校と称する。
- 2014年 - 大阪市立立葉小学校を統合。大阪市立塩草立葉小学校に改称。

## 通学区域
- 大阪市浪速区 塩草1 - 3丁目、稲荷1・2丁目、桜川1 - 4丁目、立葉1・2丁目、芦原1丁目、久保吉2丁目、木津川1丁目の全域。
- 大阪市浪速区 湊町1・2丁目、芦原2丁目、久保吉1丁目、木津川2丁目のそれぞれ一部。

卒業生は大阪市立難波中学校に進学する。

## 交通
- 大阪環状線 芦原橋駅 北300m。
- 関西本線（大和路線） JR難波駅 南西へ約1km。
- 地下鉄御堂筋線・四つ橋線 大国町駅 北東へ約1km。
- 四つ橋線 難波駅から南西へ約1km。
- 地下鉄千日前線 桜川駅から南東へ約1km。

## 著名な出身者
- 大石晃子 - 政治家、衆議院議員

- 司馬遼太郎 - 作家、軍人